# Lluís de Portugal i d'Aragó
Lluís de Portugal (Abrantes 1506 - Lisboa 1555), infant de Portugal i duc de Beja.

## Orígens familiars
Nasqué el 3 de març de 1506 sent el quart fill del rei Manuel I de Portugal i la seva segona esposa Maria d'Aragó. Per línia materna era net dels Reis Catòlics i fou germà dels reis Joan III i Enric I. Fou nomenat duc de Beja i general del regne per a esdevenir prior de l'Orde de Sant Joan de Jerusalem, participant en la Jornada de Tunis en 1535 al costat de l'emperador Carles V.

## Descendents
De la seva relació amb la jueva, posteriorment conversa, Violant Gómez nasqué el 1531 un fill, Antoni de Portugal, que posteriorment fou legitimitat.
Antoni es convertí en un dels demandants al tron després del desastre de la batalla d'Alcazarquivir on morí el rei Sebastià I de Portugal així com a la mort sense successors directes del seu oncle Enric I de Portugal. Així Antoni de Portugal es convertí en rei de Portugal durant 60 dies el 1580 amb el nom d'Antoni I de Portugal.
L'infant Lluís de Portugal, però, morí el 27 de novembre de 1555 a Lisboa, abans d'aquests fets.